# Beothuk (volk)

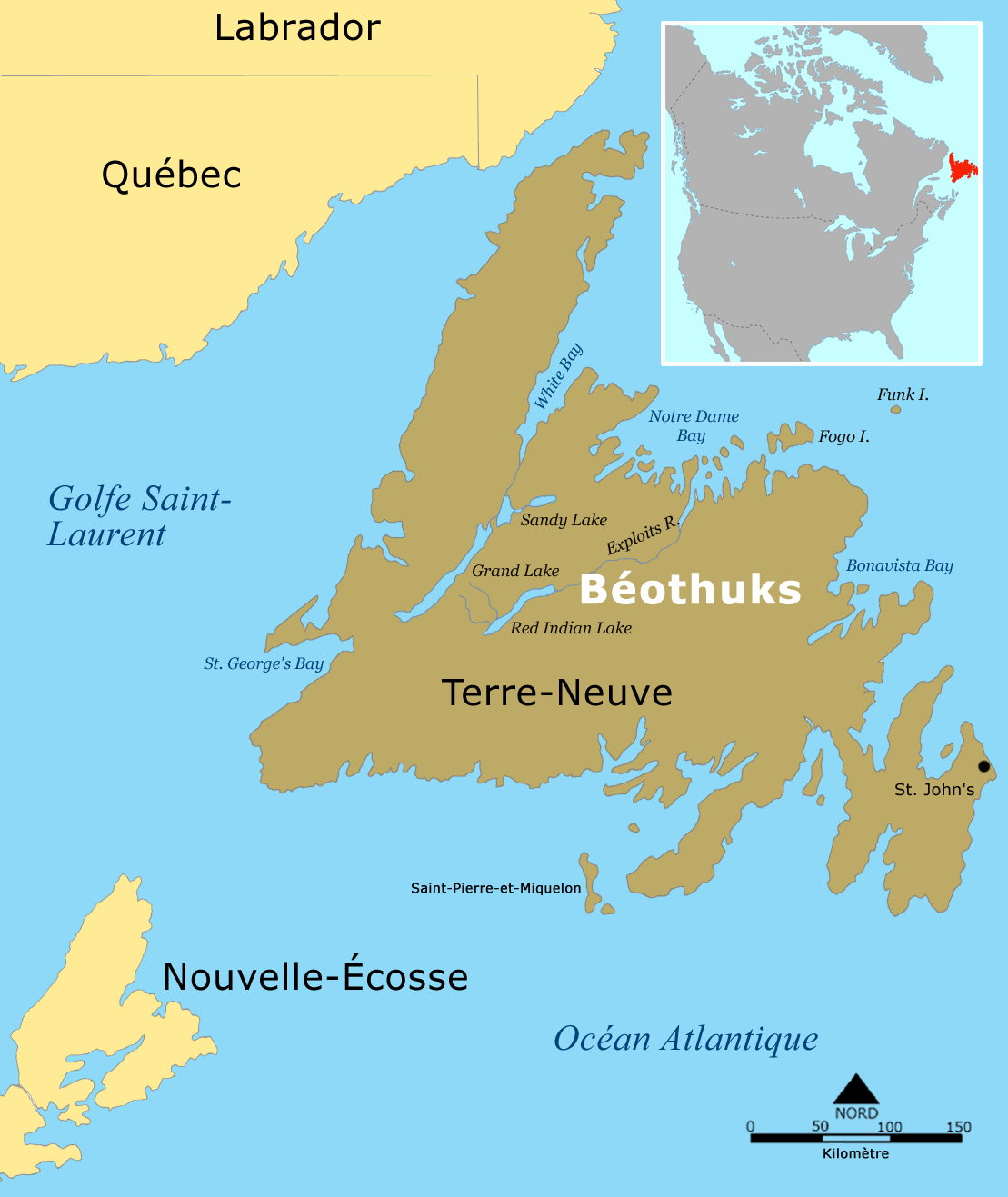
Landkaart van Newfoundland, het oorspronkelijke leefgebied van de Beothuk

De Beothuk waren een inheems Amerikaans volk dat leefde op Newfoundland, een eiland dat nu deel uitmaakt van Canada. Ze leefden in familiale groepen die meestal bestonden uit 35 tot 55 personen. Er zijn goede aanwijzingen dat de Beothuk bij het moment van aankomst van de Europeanen in Newfoundland amper 500 à 700 individuen telden over het hele eiland.

## Levensstijl
Er is vrij weinig bekend over de Beothuk. Dit heeft onder andere te maken met enerzijds hun kleine aantallen en anderzijds het feit dat ze in de vroege 19e eeuw als volk uitgestorven waren. Belangrijk is ook dat zij de tactiek hanteerden om alle contact met de blanken te vermijden. Dit in tegenstelling tot vrijwel alle andere indianenvolkeren in Noord-Amerika, die met de Europeanen zowel positieve (bondgenootschappen, handel) als negatieve (oorlogsvoering) contacten hadden.

### Cultuur
Het is geweten dat Beothuk zowel hun lichaam als hun kano's en andere gebruiksvoorwerpen met rode oker bedekten. Hierdoor werden ze "Red Indians" (rode indianen) genoemd. Het pigment had vermoedelijk ook een religieus-ceremonieel belang daar het frequent terug te vinden is als grafgift. 

### Taal

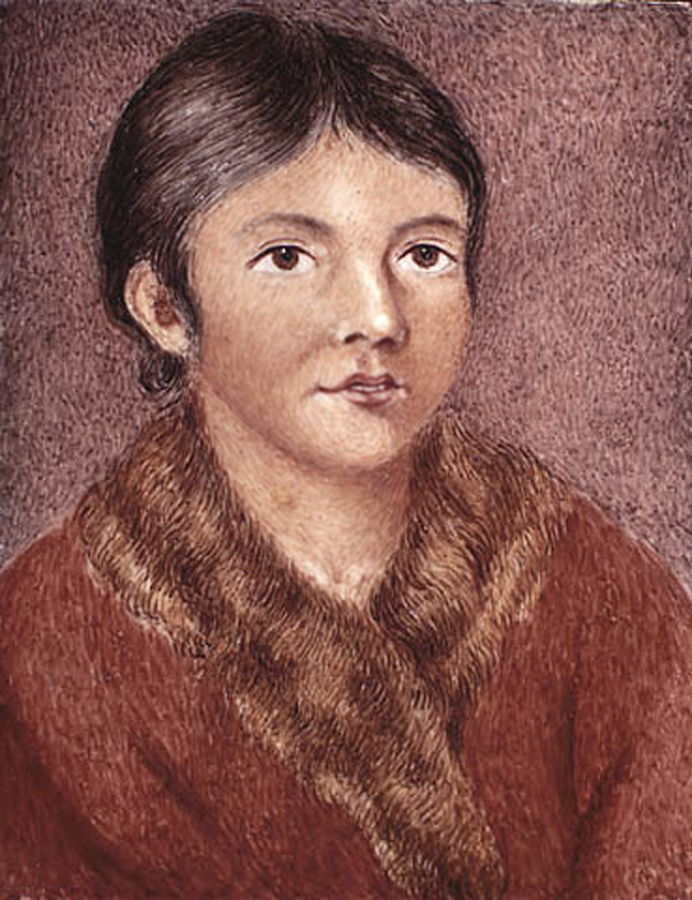
Demasduit, 1819

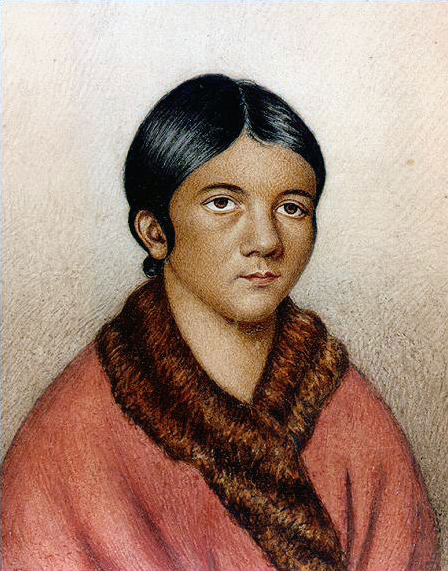
Portret van Shanawdithit (circa 1841)

Over de Beothuk-taal is weinig bekend. Het had mogelijk een verre verwantschap met de Algonkisch-Wakash talen, of was een isolaat.

### Woningen
De Beothuk woonden in kuilwoningen. Deze bestonden uit ondiepe kuilen met een diameter van gemiddeld 6 meter. In de kuil werd dan een wigwam geplaatst die bedekt werd met schors, waarna de aarde van de kuil over de randen van de wigwam geplaatst werd. Dit creëerde een droge en winddichte constructie waarin gedurende enkele jaren kon gewoond worden.

### Contact met andere volkeren
De Beothuk gebruikten wel Europese voorwerpen, voornamelijk nagels die ze eventueel bewerkten tot schrapers of pijlpunten, maar ook aardewerk. Ze verkregen deze voorwerpen niet door handel, maar door ze mee te nemen uit achtergelaten Europese seizoensgebonden visserijnederzettingen of door achtergelaten Europees visgerei of afval. Kralen die onder meer te Boyd's Cove gevonden werden lijken wel te wijzen op vreedzame handel met vermoedelijk de Mi'kmaq of de Innu.

## Ondergang
De komst van de Europeanen – die zich langsheen de kusten vestigden – dwong de Beothuk geleidelijk aan om hun op de zee gerichte levensstijl te verlaten en zich zo veel als mogelijk op het afgelegen binnenland te richten. Dit bemoeilijkte hun overleven, net zoals de ziektes die Europeanen meebrachten en waartegen ze niet immuun waren, zoals tuberculose. Sommige Europese kolonisten deinsden er bij momenten overigens niet voor terug om Beothuk systematisch te vermoorden wanneer men hen toch tegenkwam, inclusief vrouwen en kinderen.

### Shanawdithit
De laatste gekende Beothuk was een vrouw genaamd Shanawdithit (ca. 1801–1829), die in 1823 tezamen met haar moeder en zus van de hongerdood gered werd door Europeanen. Zij was de enige van de drie die niet snel bezweek aan tuberculose en ze leefde nog jaren als dienstmeid bij John Peyton Jr. Deze maakte vele notities over de Beothukcultuur op basis van Shanawdithit's verklaring, die zelf ook tekeningen maakte. Dit zijn cruciale bronnen voor studie van de Beothuk. Na haar dood in 1829 (aan tuberculose) werd haar volk officieel als uitgestorven verklaard. Door het uitsterven van de Beothuk is er zeer weinig bekend over hun taal.

## Archeologische sites
Het merendeel van de hedendaagse kennis van de Beothuk is afkomstig uit archeologische vondsten. Newfoundland telt twee belangrijke Beothuksites die erkend zijn als National Historic Site of Canada. Het betreft enerzijds de Beothuksite van Boyd's Cove aan de noordkust van het eiland, waar een gebouw ingericht is als museum en interpretatiecentrum. Anderzijds is er ook de goed gedocumenteerde site van Indian Point, die gelegen is nabij het Beothuk Lake centraal op het eiland.